# Caipirasuchus
Caipirasuchus es un género extinto de crocodilomorfo notosuquio esfagesáurido del Cretácico Superior de Brasil. Es conocido a partir de un cráneo completo y una mandíbula recuperados en la Formación Adamantina de la cuenca Bauru, que data de las épocas del Turoniense al Santoniense de finales del Cretácico. 

## Descubrimiento y denominación

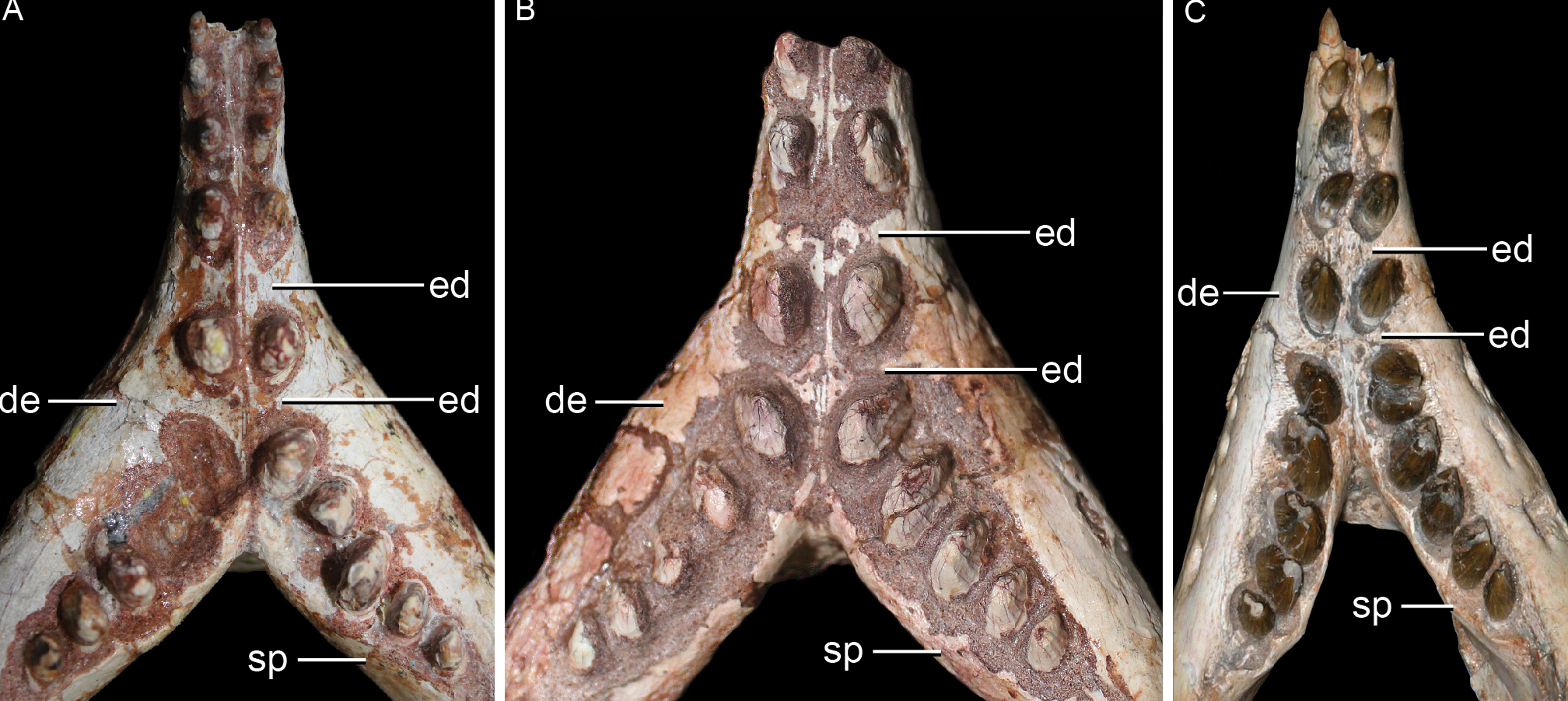
Sínfisis mandibulares de las tres primeras especies nombradas

Caipirasuchus fue nombrado por Fabiano V. Iori e Ismar S. Carvalho en 2011, siendo la especie tipo C. paulistanus.Su nombre deriva de la palabra tupí caipira, que hace referencia al pueblo caipira, los habitantes tradicionales de la region, y souchus, que en griego significa "cocodrilo." La especie C. montealtensis, fue referida al género Caipirasuchus en 2013, tras haber sido nombrado en 2008 como una especie de Sphagesaurus. Les especie C. stenognathus fue descrita por Pol, Nascimento, Carvalho, Riccomini, Pires-Domingues y Zaher en 2014, procedente de sedimentos del Coniaciense-Maastrichtiense de la Formación Adamantina. En 2018 los investigadores Martinelli, da Silva-Marinho, Vidoi-Iori y Borges-Ribeiro describieron la especie C. mineirus, igualmente con procedencia de la Formación Adamantina. La especie C. attenboroughi fue descrita en 2021 por Bronzati, Ferreira, Martins, Lopes-Queiroz, Langer, Montefeltro y Vitor-Ruiz con base en restos procedentes de estratos de la Formación Santo Anastácio (Aptiense-Campaniense) y nombrada en honor al naturalista y documentalista británico David Attenborough. Por su parte C. catanduvensis fue descrita en 2024 por Iori, Ghilardi, Fernandes y Dias, basándose en restos fósiles del Cretácico superior procedentes de la Formación Adamantina.

## Descripción

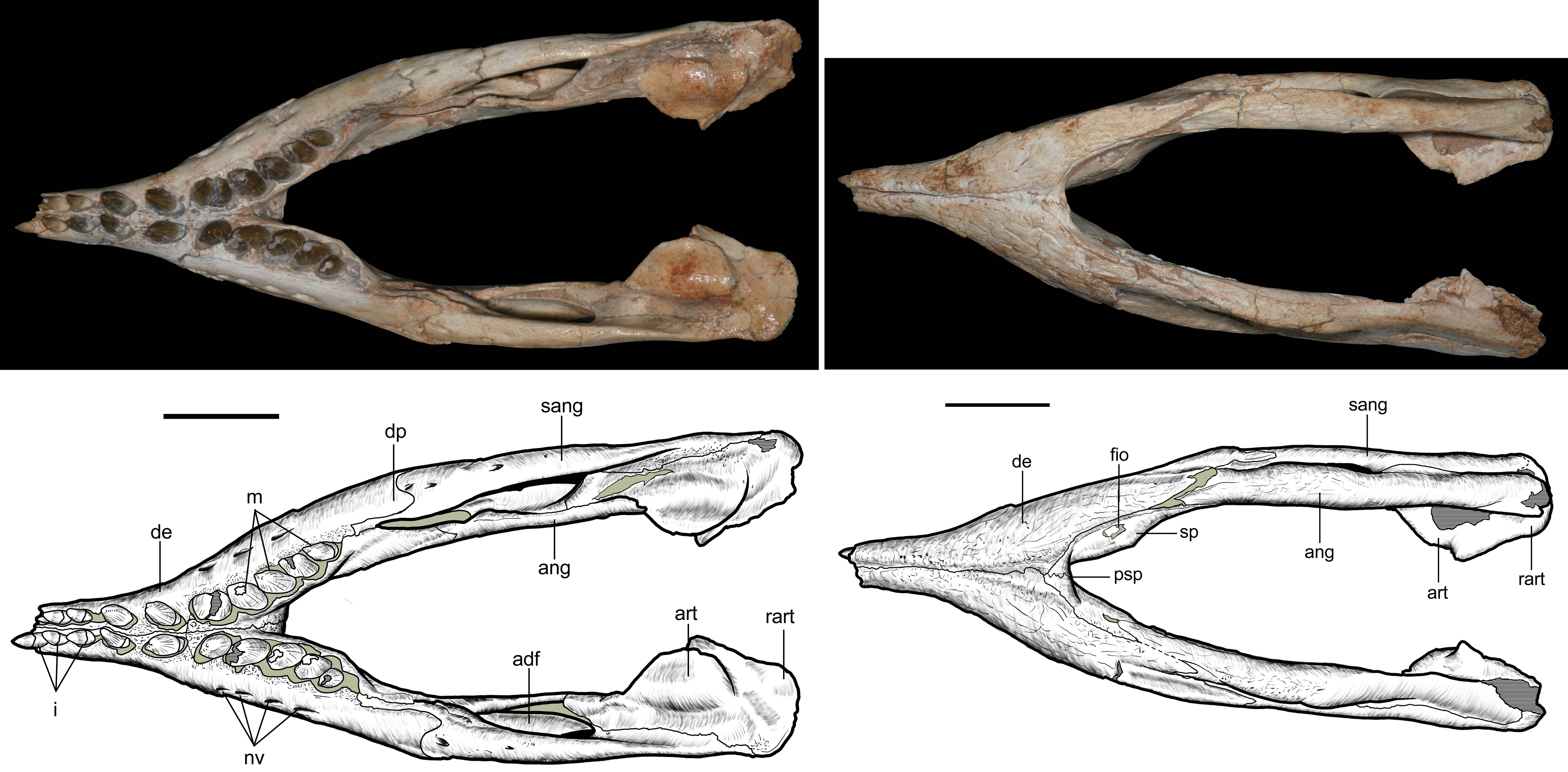
Mandíbula de C. stenognathus

Caipirasuchus tenía cerca de diez autapomorfias o características únicas. Las narinas exteriores (la abertura nasal en el cráneo) estaban bordeadas solo por los huesos premaxilares. Cada premaxilar albergaba cuatro dientes. Tenía un espacio, diastema, en la fila de dientes del premaxilar y otro entre los dientes del premaxilar y el maxilar. El hueso dentario de la mandíbula tenía diez dientes en cada lado con dos diastemas separándolos. Los dientes frontales estaban adaptados a capturar la comida, mientras que los posteriores estaban adaptados a procesarla. El hueso palatal, en el cielo de la boca, se conectaba al hueso maxilar del hocico por una sección ósea llamada el proceso cuneiforme. Caipirasuchus también tenía grandes huesos pterigoides y ectopterigoides y una bien desarrollada abertura en la frente, denominada fenestra anteorbital.